# 九合村
九合村（くあいむら）は、群馬県の東部、新田郡に属していた村である。

## 地理
- 河川：八瀬川、休泊川

## 歴史
- 1889年（明治22年）4月1日 町村制施行により、飯塚村、東矢島村、西矢島村、新井村、飯田村、東別所村、内ヶ島村、小舞木村、新島村が合併し新田郡九合村が成立する。
- 1940年（昭和15年）4月1日 新田郡（旧）太田町、沢野村、山田郡韮川村と合併し新たに太田町となる。
- 1948年（昭和23年）5月3日 太田町が市制施行し太田市となる。
- 2005年（平成17年）10月1日 太田市が尾島町、新田町、藪塚本町と合併し（新）太田市となる。